# Lac Kerkíni
Le lac Kerkíni, en grec moderne : Λίμνη Κερκίνη est un lac de barrage du district régional de Serrès en Macédoine-Centrale, Grèce.
Il est formé en 1932 avec la création d'un barrage sur le fleuve Strymon. En 1982, en raison de la réduction de la capacité du lac due aux sédiments du fleuve, un nouveau barrage est construit. La superficie du lac varie de 54 250 à 72 110 ha selon la saison. Le lac est situé à 35 km de Serrès et à 80 km de Thessalonique. 

## Création
Le lac Kerkíni est créé en 1932, lorsque le barrage est construit à proximité de Lithótopos, sur le Strymon et utilisé plus tard comme réservoir d'eau pour l'irrigation de la plaine du district régional. On peut admirer les forêts riveraines, les nénuphars et la variété de poissons qui sont une source de revenus pour de nombreux résidents locaux. Le lac est alimenté en eau principalement par le Strymon et, dans une moindre mesure, par les rivières Kerkiníti et Kroúsia. 

## Parc national de Kerkíni
Le lac est l'une des dix zones humides d'importance internationale en Grèce, l'une des zones importantes pour la conservation des oiseaux en Grèce et une zone de protection spéciale.
Le cœur du parc comprend le lac Kerkíni et le fleuve Strymon, du lac à la frontière gréco-bulgare. Le parc comprend des zones de haute protection et une large zone périphérique qui englobe les monts Bélès, les monts Kroússia (el), Mavrovoúni et les zones situées au sud et à l'est du lac.